# E95号線
E95号線（E95ごうせん、英語: European route E95）は欧州自動車道路のAクラス幹線道路。 ロシアのサンクトペテルブルクからベラルーシとウクライナを経由してトルコのメルジフォンまで延びている。

## 経路

### ロシア
- M20（英語版）: サンクトペテルブルク - プスコフ - ネヴェリ - （ベラルーシ国境）

### ベラルーシ
- M8: （ロシア国境） - マヒリョウ - ホメリ  - （ウクライナ国境）

### ウクライナ
- M01 : （ベラルーシ国境） - チェルニーヒウ - キーウ
- M05: キーウ -オデーサ

オデーサからサムソンの間では船で渡る必要があり、距離はおおよそ731kmである。

### トルコ
- D795号線: サムスン - メルジフォン